# Ромбоглазая литория
Ромбоглазая литория (лат. Litoria amboinensis) — вид земноводных из семейства квакш. Распространён в Новой Гвинее — от полуострова Хуен до острова Амбон в Молуккском архипелаге (Индонезия). Также отмечен на индонезийских островах Мисоол и Серам. Встречаются в низменностях в тропических лесах, в том числе и деградированны леса, на деревьях близ топей; на высоте ниже 700 метров над уровнем моря. Менее обычен вне лесной зоны. Размножаются в умеренных и постоянных прудах и топях.